# Рамос ди Лима, Рафаэл
Рафаэ́л Ра́мос ди Ли́ма, известный также как просто Рафаэл Лима (род. 8 марта 1986 года во Флорианополисе) — бразильский футболист, центральный защитник клуба «Америка Минейро».

## Биография
Рафаэл Лима — воспитанник клуба «Фигиейренсе» из своего родного Флорианополиса. В основном составе дебютировал в 2006 году. Выступал за «чёрно-белых» до 2009 года, но за этот период дважды отдавался в аренду — в «Атлетико Сорокабу» и «Сеару». После сезона, проведённого в чемпионате ОАЭ, вернулся на родину в 2011 году. При этом Рафаэл не смог найти достойных клубов для продолжения карьеры и в конце года даже думал о завершении профессиональной карьеры.
В 2012 году присоединился к «Шапекоэнсе», который на тот момент выступал в Серии C Бразилии. В первом же сезоне защитник помог команде добиться повышения, а в 2013 году «Шапе» занял второе место уже в Серии B, спустя много лет добившись возвращения в элитный дивизион. Рафаэл Лима стал капитаном и одним из кумиров болельщиков «Шапекоэнсе». В 2014—2015 годах Лима продолжал оставаться одним из лидеров своей команды, которая в 2015 году дебютировала на международной арене — в Южноамериканском кубке.
В 2016 году Рафаэл Лима стал значительно реже попадать в основной состав, а капитанская повязка перешла к Клеберу Сантане. С «Шапе» Рафаэл Лима выиграл чемпионат штата Санта-Катарина, а также провёл один матч в Южноамериканском кубке 2016. В этом турнире «Шапекоэнсе» впервые в своей истории сумел выйти в финал международного турнира.
Рафаэл Лима оказался одним из девяти игроков основы «Шапекоэнсе», которые не полетели 28 ноября 2016 года в Медельин (Колумбия) на первую игру финала ЮАК против «Атлетико Насьоналя». В результате падения самолёта BAe 146 рейса 2933 погибли 19 товарищей Рафаэла, тренерский штаб команды, журналисты, члены делегации и экипажа — всего 71 человек.
24 декабря 2016 года Рафаэл Лима покинул «Шапе» и вскоре подписал контракт с «Америкой Минейро».

## Достижения
- Чемпион штата Санта-Катарина (1): 2016
- Победитель бразильской Серии B (1): 2017
- Серебряный призёр Серии B (1): 2013
- Бронзовый призёр Серии C (1): 2012
- Обладатель Южноамериканского кубка (1): 2016